# Stazione di Balvano-Ricigliano
A Stazione di Balvano-Ricigliano egy vasútállomás Olaszországban, mely Balvano és Ricigliano településeket szolgálja ki.

## Vasútvonalak
Az állomást az alábbi vasútvonalak érintik:
- Salerno–Potenza-vasútvonal

## Kapcsolódó állomások
A vasútállomáshoz az alábbi állomások vannak a legközelebb:
- Stazione di Bella-Muro
- Stazione di Romagnano-Vietri-Salvitelle